# Саркокаулон
Саркокаулон (лат. Sarcocaulon; от др.-греч. σάρξ — мясо и лат. caulis — стебель) — род растений семейства Гераниевые (Geraniaceae), распространённый в пустынях Южной Африки (преимущественно в Намибии и Северо-Капской провинции ЮАР).
Иногда род рассматривается как секция в составе рода Монсония (Monsonia sect. Sarcocaulon).

## Ботаническое описание
Ксерофильные полукустарники — суккуленты. Стебли толстые, мясистые, кора с полупрозрачным легковоспламеняющимся воскообразным покрытием. Листья рано опадающие, диморфные: длинночерешковые и короткочерешковые; длинночерешковые одиночные, остающиеся в виде шипов; короткочерешковые встречаются поодиночке или пучками в пазухах шипов.
Цветки актиноморфные, на ножке, одиночные, пазушные; прицветников 2. Чашелистиков 5, свободные, черепитчатые. Лепестков 5, свободные, слегка морщинистые. Тычинок 15, сгруппированы в 5 пучков с 1 длинной и 2 короткими нитям; пыльники линейные. Завязь нижняя, из 5 плодолистиков, узкообратнояйцевидная, в гнезде по 2 семязачатка; рылец 5. Мерикарпиев 5, односемянные, с перистым остроконечием.

## Виды
Род (секция) включает 15 видов:
- Sarcocaulon camdeboense Moffett [=Monsonia camdeboensis (Moffett) F.Albers]
- Sarcocaulon ciliatum Moffett [=Monsonia ciliata (Moffett) F.Albers]
- Sarcocaulon flavescens S.E.A.Rehm [=Monsonia flavescens (S.E.A.Rehm) F.Albers]
- Sarcocaulon herrei L.Bolus [=Monsonia herrei (L.Bolus) F.Albers]
- Sarcocaulon inerme S.E.A.Rehm [=Monsonia inermis (S.E.A.Rehm) F.Albers]
- Sarcocaulon lavrani Halda [=Monsonia lavrani (Halda) C.C.Walker]
- Sarcocaulon lheritieri Sweet [=Monsonia spinosa L'Hér.]
- Sarcocaulon marlothii Engl. [=Monsonia marlothii (Engl.) F.Albers]
- Sarcocaulon mossamedense (Welw. ex Oliv.) Hiern [=Monsonia mossamedensis Welw. ex Oliv.]
- Sarcocaulon multifidum E.Mey. ex R.Knuth [=Monsonia multifida (E.Mey. ex R.Knuth) F.Albers]
- Sarcocaulon patersonii (DC.) G.Don [=Monsonia patersonii DC.]
- Sarcocaulon peniculinum Moffett [=Monsonia peniculina (Moffett) F.Albers]
- Sarcocaulon salmoniflorum Moffett [=Monsonia salmoniflora (Moffett) F.Albers]
- Sarcocaulon spinosum (Burm.f.) Kuntze [=Monsonia crassicaulis (S.E.A.Rehm) F.Albers]
- Sarcocaulon vanderietiae L.Bolus [=Monsonia vanderietiae (L.Bolus) F.Albers]